# Winterbourne Dauntsey
Winterbourne Dauntsey – wieś w Anglii, w hrabstwie Wiltshire. Leży 5 km na północny wschód od miasta Salisbury i 122 km na zachód od Londynu.